# Mailand–Sanremo 2012
Der 103. Rad-Klassiker Mailand–Sanremo fand am 17. März 2012 statt. Er war Teil der UCI WorldTour 2012 und innerhalb dieser das fünfte Rennen. Die Gesamtdistanz des Rennens betrug 298 Kilometer, womit es das längste Eintagesrennen in der Saison 2012 war.

## Teilnehmer
| ProTeams AG2R La Mondiale Astana Pro Team BMC Racing Team Euskaltel-Euskadi FDJ-Big Mat Garmin-Barracuda | GreenEdge Cycling Team Katusha Team Lampre-ISD Liquigas-Cannondale Lotto Belisol Team Movistar | Omega Pharma-Quick Step Rabobank Cycling Team RadioShack-Nissan Sky ProCycling Team Saxo Bank Vacansoleil-DCM |
| Professional Continental Teams Acqua & Sapone Colnago-CSF Inox Colombia-Coldeportes                      | Farnese Vini-Selle Italia Project 1t4i                                                         | Team Type 1-Sanofi Utensilnord Named                                                                          |

Startberechtigt waren die 18 UCI ProTeams sowie vier italienische UCI Professional Continental Teams, eine holländische, eine US-amerikanische und eine kolumbianische Mannschaft, die  am 18. Januar 2012 eine Wildcard erhielten.

## Ergebnis
| Platz | Fahrer            | Team                      | Zeit      |
| ----- | ----------------- | ------------------------- | --------- |
| 1     | Simon Gerrans     | GreenEdge Cycling Team    | 6:59:24 h |
| 2     | Fabian Cancellara | RadioShack-Nissan         | gl. Zeit  |
| 3     | Vincenzo Nibali   | Liquigas-Cannondale       | gl. Zeit  |
| 4     | Peter Sagan       | Liquigas-Cannondale       | + 2 Sek.  |
| 5     | John Degenkolb    | Project 1t4i              | gl. Zeit  |
| 6     | Filippo Pozzato   | Farnese Vini-Selle Italia | gl. Zeit  |
| 7     | Óscar Freire      | Katusha Team              | gl. Zeit  |
| 8     | Alessandro Ballan | BMC Racing Team           | gl. Zeit  |
| 9     | Daniel Oss        | Liquigas-Cannondale       | gl. Zeit  |
| 10    | Daniele Bennati   | RadioShack-Nissan         | gl. Zeit  |